# Pampakat
De pampakat of graskat (Leopardus pajeros) is een kleine gestreepte katachtige uit de pampa's en de gebieden er dicht tegenaan van west-centraal Zuid-Amerika, van Ecuador en Chili door de Andes richting Argentinië. De soort stond voorheen bekend als ondersoort van de colocolokat (Leopardus colocola), maar werd in 2020 afgesplitst als aparte soort.

## Kenmerken
De pampakat is een kleine katachtige, slechts 55 tot 70 centimeter en 3 tot 7 kilogram. De kleur van de vacht varieert van grijs tot geel tot donkerbruin, en is bedekt met donkerbruine strepen. De pampakat krijgt gemiddeld twee jongen per worp en leeft 9 tot 16 jaar.
Er is weinig bekend over het jacht- en voortplantingsgedrag van de pampakat, maar men vermoedt dat het een nachtelijke jager is, met als voornaamste prooidieren vogels en kleine zoogdieren.